# Дирк I
Дирк I (также Дитрих, Тидерик и Теодерих; нидерл. Dirk I, нем. Dietrich I., лат. Thidericus; около 875 — 6 октября 928/949) — граф Кеннемерланда, граф Западной Фрисландии (позднейшей Голландии).

## Биография

### Происхождение
Традиционно Дирк и его брат Валтгер (умер после 928), граф в области между Леком и Эйсселом, считаются детьми графа Западной Фрисландии Герульфа Младшего. Однако существуют и сомнения в том, что они были детьми этого графа.
Предположения о Герульфе как о предке графов Голландии основано на стихотворении, написанном около 1120 года, в котором граф Дирк I назван братом Валдгера. В другом источнике сообщается о родстве Валдгера с Герульфом: лат. «Waldgarius Freso, Gerulfi filius». Эту фразу обычно переводят как «Валдгер Фриз, сын Герульфа». Между тем, существуют некоторые сомнения в подобном происхождении Валтгера и Дирка. Валтгер был старше Дирка, однако именно Дирк унаследовал графский титул, а Валтгер унаследовал Тейстербант без титула. Кроме того, старший сын Валтгера носил имя Радбод, в то время как по традиции старший сын получал имя в честь деда. Другой сын Валтгера носил имя Гатто.
Чтобы объяснить эти факты, было выдвинуто предположение, что Валтгер и Дирк были приёмными сыновьями Герульфа, а слово filius означает не сын, а воспитанник. По этой гипотезе, отцом Валтгера и Герульфа мог быть фризский граф Радбод, погибший в 874 году. В то время Валдгер и Герульф были малы, и опекуном их стал Герульф, возможно, женатый на сестре Радбода. Существуют и другие гипотезы.
Согласно одной из них, Дирк мог быть назван братом Валтгера, поскольку один из них мог быть женат на сестре другого. Согласно другой, объясняющей, почему графский титул мог унаследовать младший из двух сыновей, Валтгер враждовал с фризским маркграфом Эбергардом, который в результате этой вражды был убит в 898 году, и поэтому Дирк мог получить титул в обход старшего брата.

### Правление

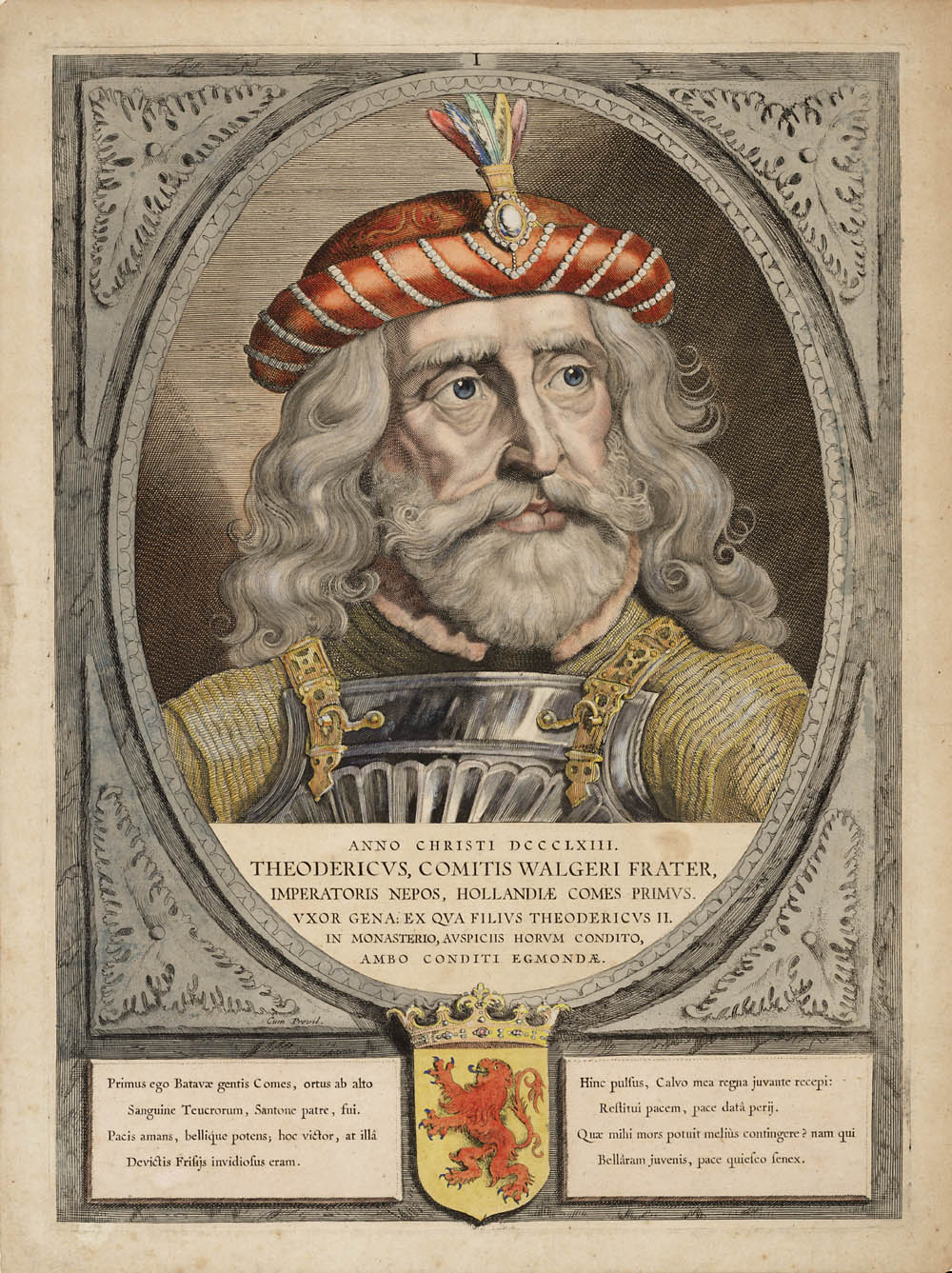
Дирк I Голландский. Гравюра XVII века

Первоначально Дирк владел Кеннемерландом, который, вероятно, он получил после смерти Герульфа.
О его правлении известно не очень много. Правление Дирка документально засвидетельствовано в период 916—928 годов. Он был приверженцем короля Западно-Франкского королевства Карла III Простоватого, в состав владений которого в это время входила Лотарингия. Дирк защищал владения Карла от нападения норманнов. В 922 году в местечке под названием Бладелла Дирк получил от короля Карла земли около Эгмонда. Именно от этого события ведёт свою историю Голландское графство. Позже Дирк основал церковь в Эгмонде, вокруг которой постепенно образовалось аббатство Эгмонд.
Дирк носил титул граф Фризии или граф Западной Фрисландии. Бо́льшая часть его земель была болотистой и постоянно затоплялась. Из-за этого графство было малонаселённым, основное население жило в дюнах на побережье и в укреплённых районах около рек.
Год смерти Дирка неизвестен. В 939 году Флодоард упоминал некоего графа Теодерика, который участвовал в восстании против короля Германии Оттона I Великого. Также граф Теодерик упоминается в актах, датированных 10 июля 936/941 года и 8 июля 949 года. Но неизвестно, относится ли это известие к Дирку I или уже к его сыну.

### Семья
Жена: Герберга (или Гева), возможно, дочь графа Мегингарда IV фон Хамаланд. Дети:
- Дирк II (около 920/930 — 6 мая 988), граф Западной Фрисландии (Голландии)

Однако есть сомнения в том, что Дирк II был сыном Дирка I. Дирк I должен был родится в 870-х годах, а Дирк II умер в 988 году. Для того, чтобы объяснить такую продолжительность правления, некоторые историки вводят в генеалогию Герульфингов ещё одного графа по имени Дирк — сына Дирка I и отца Дирка II. Согласно мнению этих историков, правление первого из Дирков завершилось около 931 года, второго — около 939 года.